# 與止日女神社

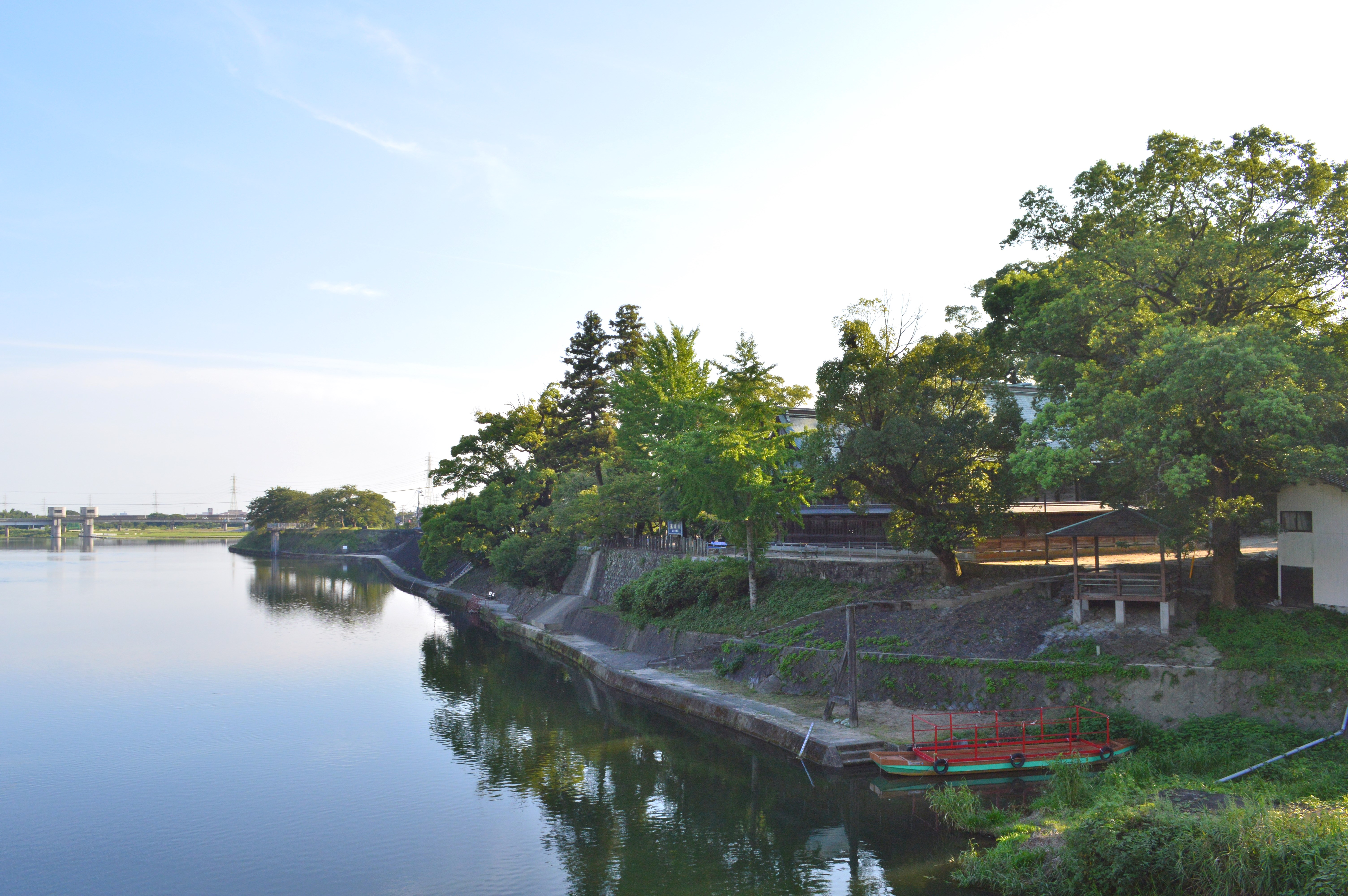
境内と嘉瀬川

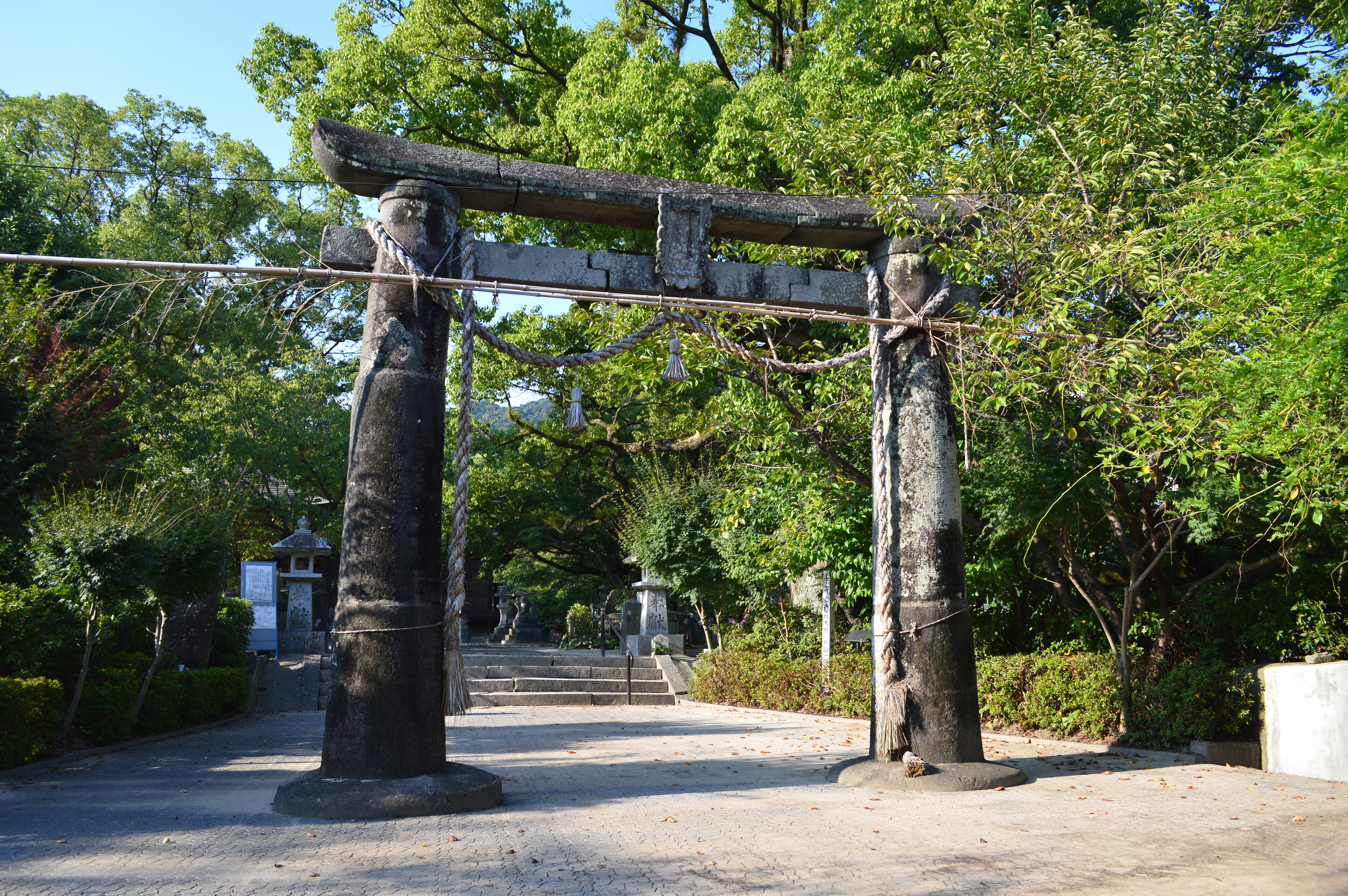
三の鳥居（市指定文化財）
肥前鳥居。

與止日女神社（よどひめじんじゃ、与止日女神社）は、佐賀県佐賀市にある神社。式内社、肥前国一宮で、旧社格は県社。
「淀姫神社」とも表記され、別称として「河上神社」、通称として「淀姫さん」とも呼ばれている。

## 歴史

### 創建
『肥前国風土記』逸文（神名帳頭注）によれば、欽明天皇25年（564年?）11月1日に與止姫の神が鎮座したという。
世田姫神社の北に川上があり鮎や謂魚が逆流して潜ったりしていたとあり、同書に収録された川にまつわる説話から、水神信仰として成立したものと見られている。

### 概史
延長5年（927年）の『延喜式』神名帳では肥前国佐嘉郡に「與止日女神社」と記載され、式内社に列した。弘長元年（1260年）に最高位の正一位の神階を授けられた。
平安時代には、肥前国では田島坐神社（現 田島神社）が安全航海の神として崇敬され、神階も当社より上で『神名帳』では肥前国唯一の大社に列していた。しかしながら、中世以降は国衙に近い当社の実質的地位が高まり、肥前国一宮として崇敬されたという。応保年間（1161年-1163年）には肥前国一の宮になり、弘長元年（1261年）正一位を受けた。ただし、後述のように千栗八幡宮も一宮を称している。
弘安の役（1281年）では與止日女大神の神霊が敵の船を摧いたと伝えられる。
慶長7年（1602年）に後陽成天皇が自ら「大日本国鎮西肥前州大一之鎮守　宗廟河上山正一位淀姫大明神一宮」と宸筆した勅額を賜る（本殿に現存：非公開）。すなわち当社が肥前国一宮であるとするものであるが、千栗八幡宮も肥前国一宮とされていたことから、両社の間で60年にわたる紛争が起こった。
古記録によると、本殿、幣殿、拝殿は、文化10年（1813年）に焼失し、文化13年（1816年）に鍋島家により再建された。
明治4年（1871年）には近代社格制度において県社に列した。国幣社への昇格も進められていたが、第二次世界大戦の終結により実現しなかった。

### 神階
- 六国史
  - 貞観2年（860年）2月8日、従五位下から従五位上 （『日本三代実録』） - 表記は「予等比咩天神」。
  - 貞観15年（873年）9月16日、正五位下 （『日本三代実録』） - 表記は「予等比咩神」。
- 弘長元年（1260年）、正一位

## 祭神
與止日女命 （よどひめのみこと）
神功皇后の妹という。また一説に、豊玉姫であるとも伝える。
『肥前国風土記』逸文（神名帳頭注）には、「與止姫神」のまたの名を「豊姫」「淀姫」というとある。また、同書佐嘉郡条には「世田姫」の説話が載り、同一神と見られている。
佐賀県を中心とする北九州地方には、與止日女神（淀姫神）を祀る神社が多数あり、そのうち当社を含めた6社が嘉瀬川流域にある。

## 境内社
- 與止日女天満宮：菅原道真公を祀る。

## 境内
- 一ノ鳥居（境外に建つ）
- 二ノ鳥居
- 三ノ鳥居 - 肥前鳥居：市指定重要文化財
- 西門 - 県指定重要文化財
- 拝殿・中殿・本殿

拝殿：正面五間、側面三間、入母屋造、唐破風付、別棟神饌所付
中殿：正面一間、側面四間
本殿：五間社流造、側面四間
- 境内社 與止日女天満宮

境内は嘉瀬川そばの右岸に位置する。西門は元亀4年（1573年）造営で県の重要文化財に、三の鳥居は慶長13年（1608年）造営の肥前鳥居で市の重要文化財に指定されている。一の鳥居は立石交差点付近に立つ（北緯33度18分28.75秒 東経130度15分50.15秒 / 北緯33.3079861度 東経130.2639306度）。
拝殿内に天井絵馬、三十六歌仙絵札額、奉納額などがある。天井絵馬は、祭神の與止日女命は一節によると豊玉姫ともいわれ、豊玉姫と関係ある「山幸彦海幸彦縁起絵巻」と境内社の天満社にちなむ「菅原道真公絵巻」の2巻から構成された250枚からなっている。三十六歌仙絵札額は、平安時代の和歌の名人三十六歌仙の人物画に代表的な和歌1首ずつを書き込んだ絵札である。元々、江戸時代後期に奉納されていた三十六歌仙絵札が老朽化していたため、新たに描きなおし2015年（平成27年）に奉納されたもの。天井絵馬、三十六歌仙絵札額は、ともに佐賀市在住・中国大連出身の画家、尹雨生の作である。

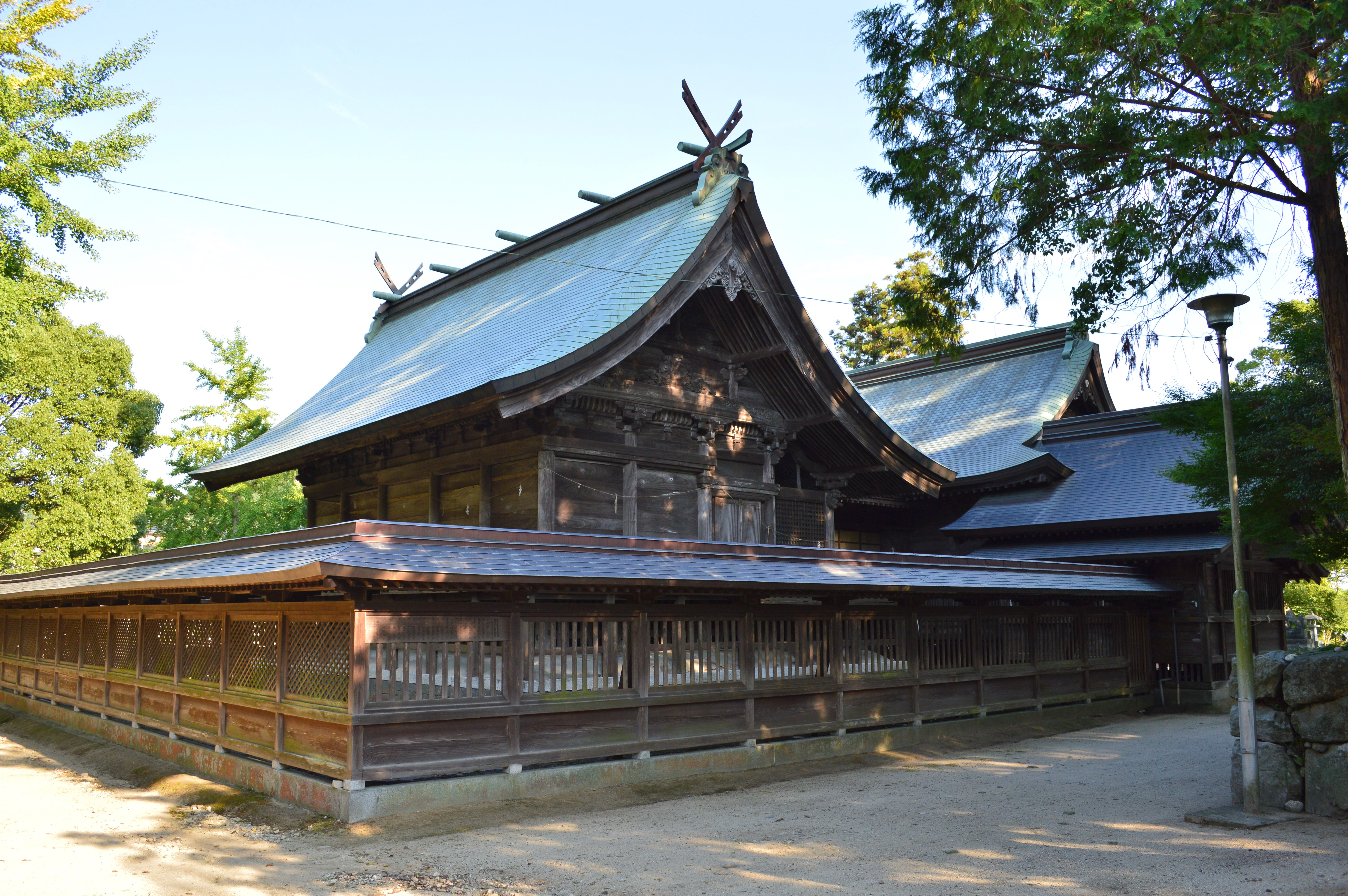
本殿
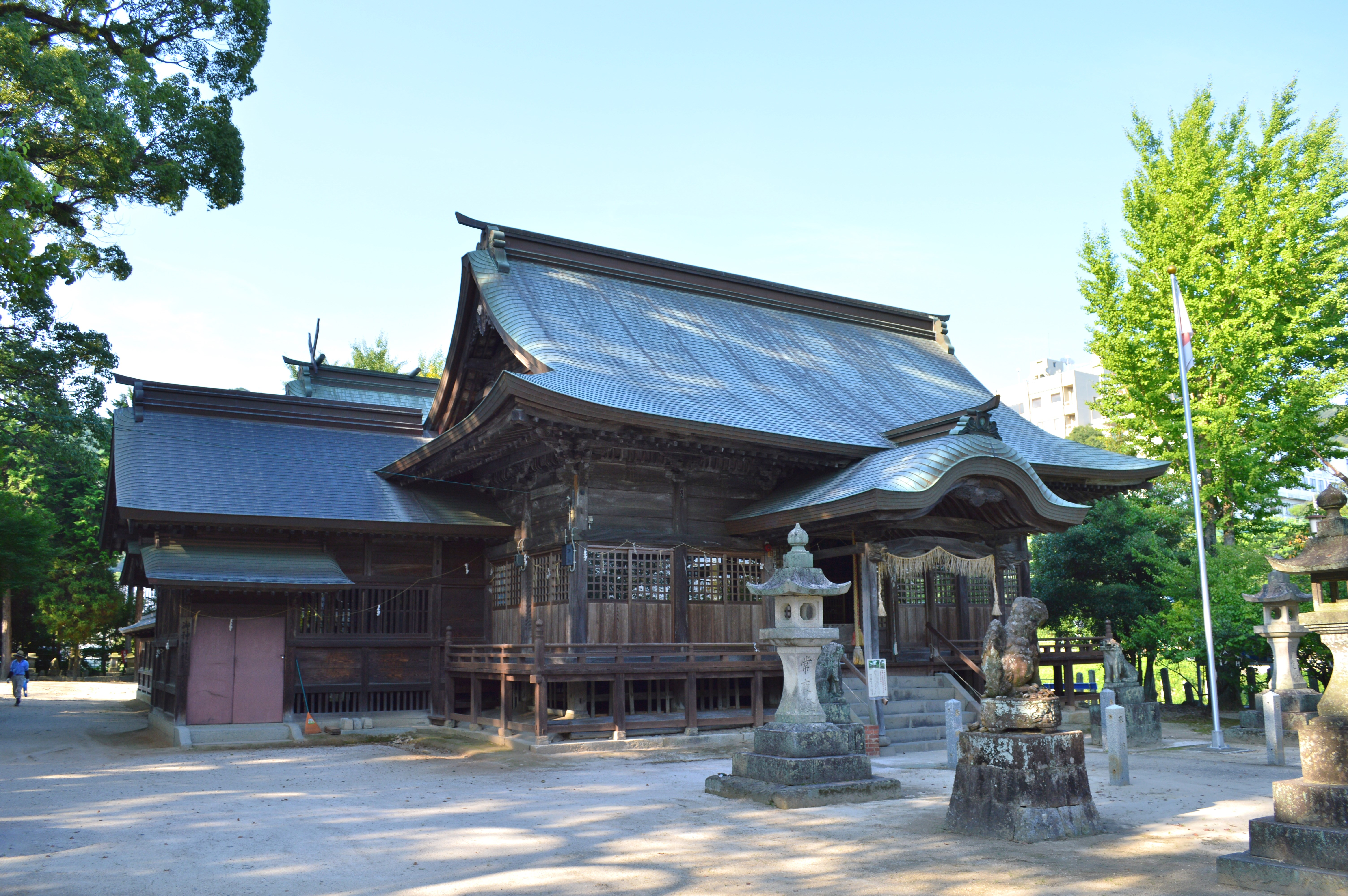
拝殿
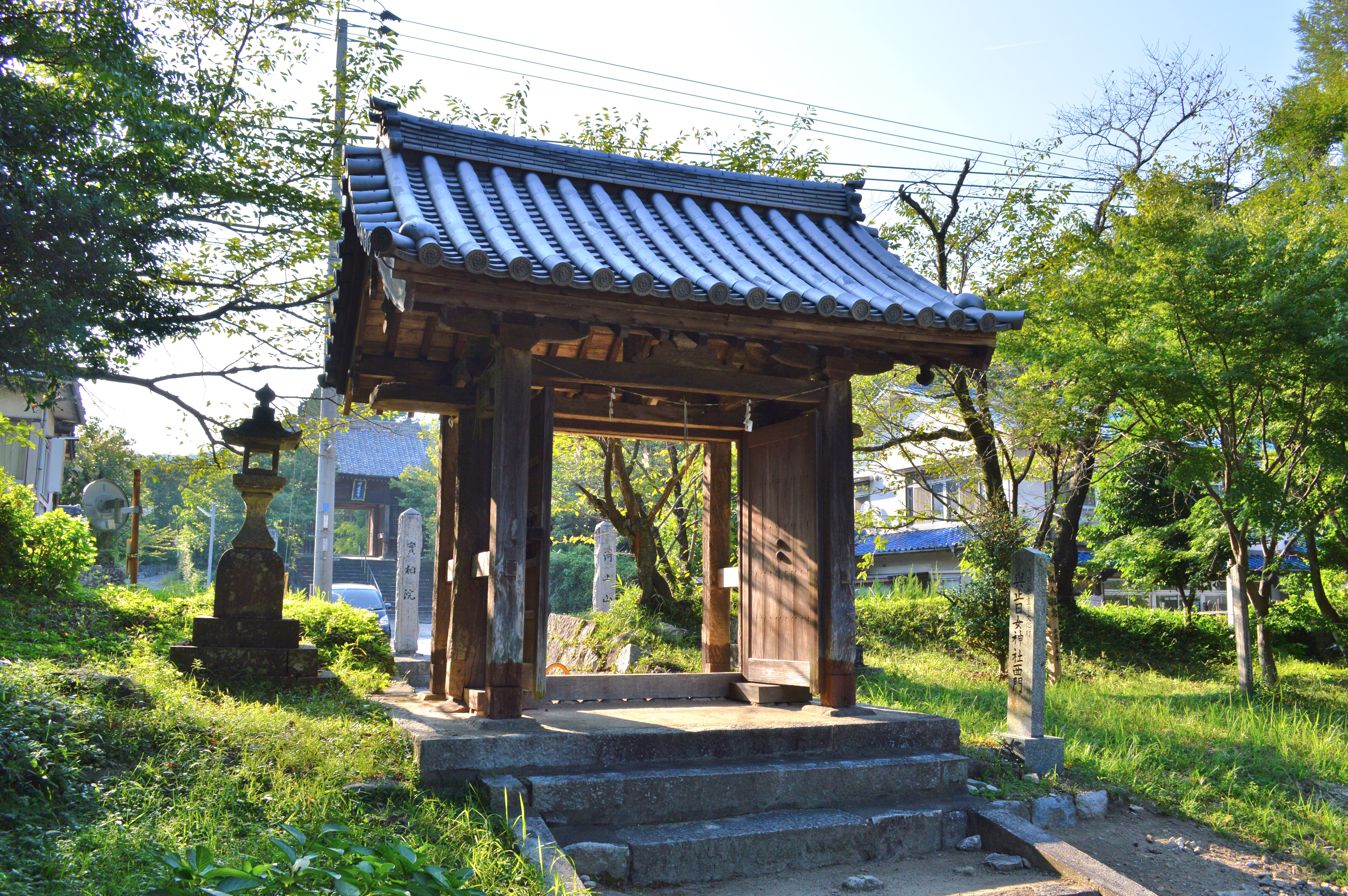
西門（県指定文化財）
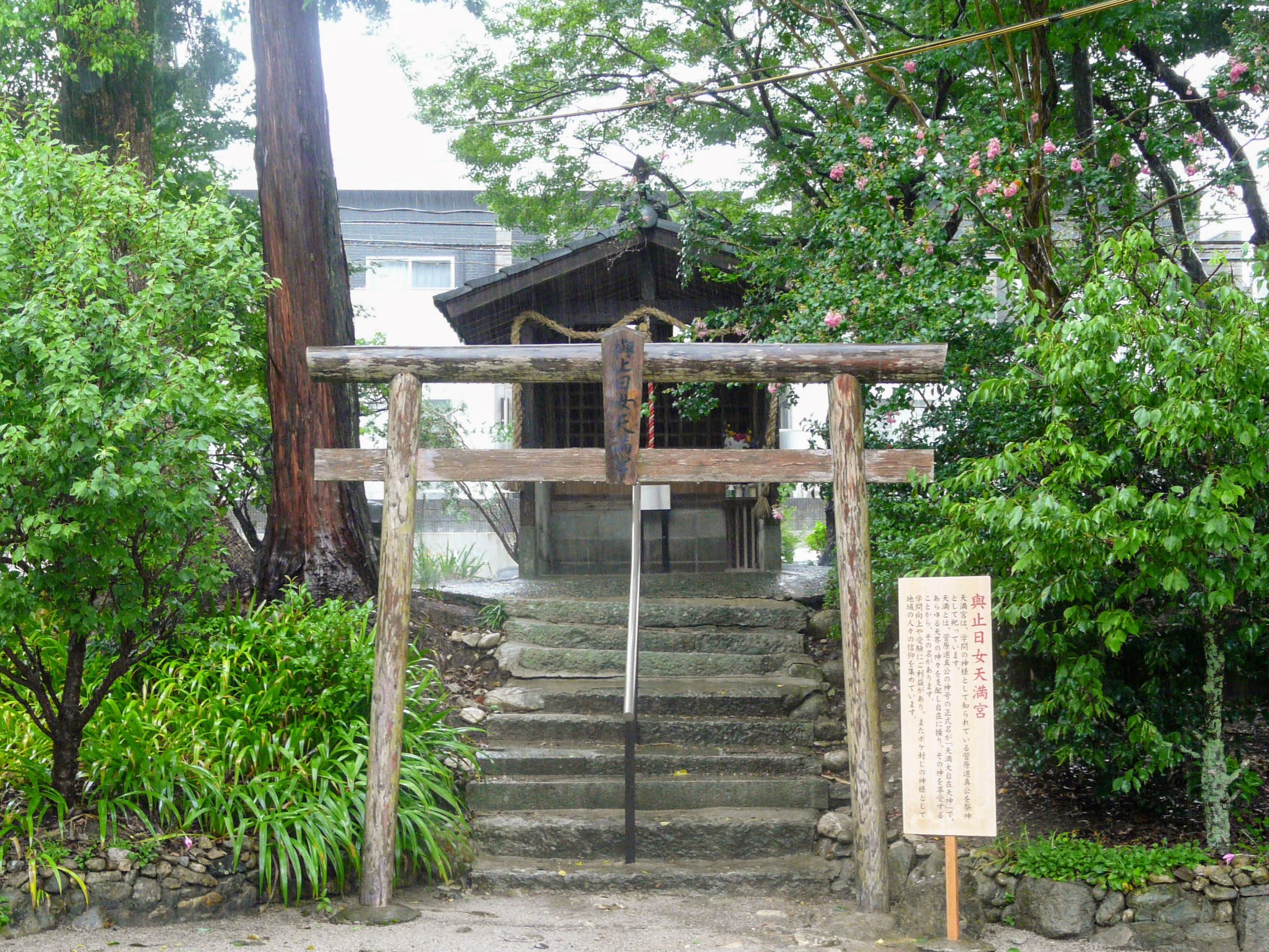
境内社 與止日女天満宮
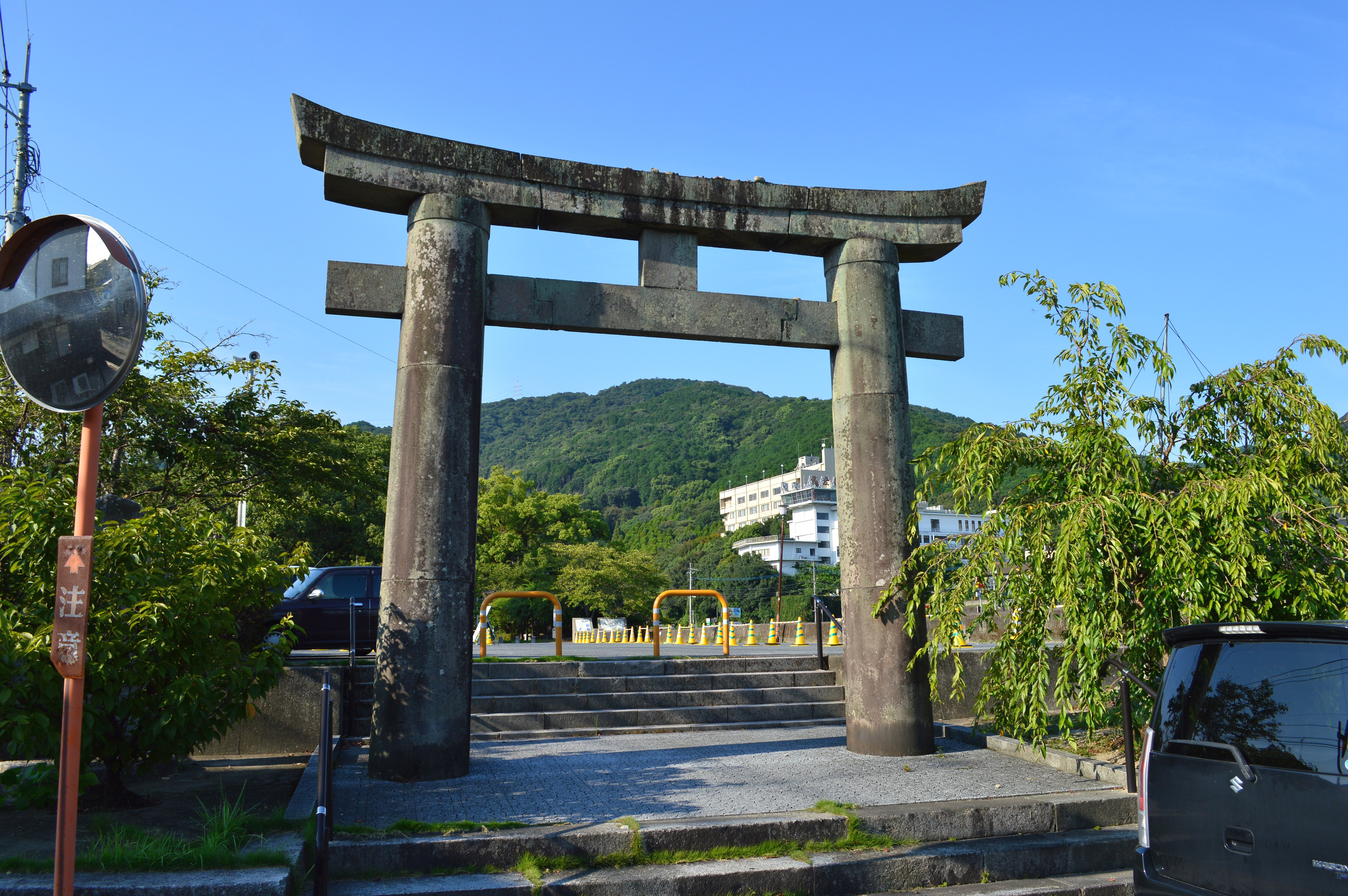
二の鳥居
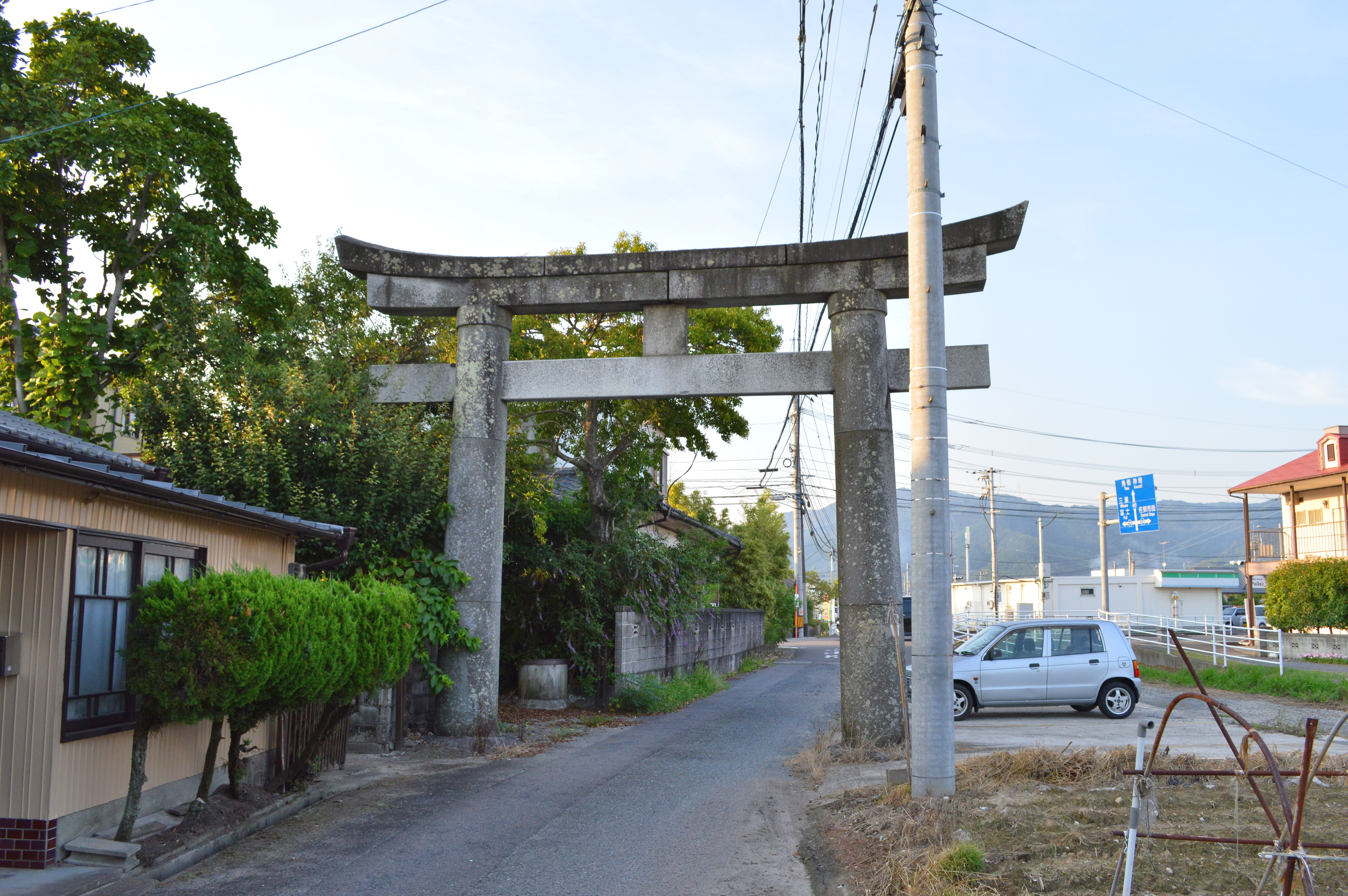
一の鳥居

## 祭事
- 春祭 （4月18日）
- 秋祭 （10月10日）
- 新嘗祭 （12月18日）

## 文化財

### 国指定

#### 重要文化財
- 河上神社文書14巻（247通）

平安時代10通、鎌倉時代92通、南北朝時代85通、室町時代57通、安土桃山時代3通。1980年（昭和55年）6月6日指定。佐賀県立図書館に寄託。
この中で最も古いものは寛治5年（1091年）の社増円尋解状である。これら文章は、九州における一宮の発展を伝えたもので、大宰府・国衙（こくが）関係文書は、当社と大宰府・国衙の関係を示し、南北朝関係文書は、十四世紀の九州の動向が示されている。差出人に、京都・東福寺を開山した聖一国師（円爾）、九州探題の今川了俊などがある。

### 県指定

#### 重要文化財
- 西門 - 1986年（昭和61年）3月19日指定[3]。

本殿西北方に建つ四脚門で、相院文書中にある棟札の写しに「奉造立肥前国第一宮河上淀姫大明神西ノ門一宇大檀那龍造寺太郎四郎藤原鎮賢神代刑部大輔武邊長良願主蓮乗院増純　元亀四歳癸酉三月吉祥日」とあり元亀4年（1573）年の建立である。屋根は本瓦葺き、切妻造り、垂木は一幹、疎垂木である。破風は、ひれ付き、拝懸魚、降懸魚、これらに木製菊形の6葉が飾られている。妻は虹梁蟇股式で蟇股は彫刻のない板蟇股である。正面、背面の梁上の中備えにも板蟇股を配し、中央の真束は角形である。

### 市指定

#### 重要文化財
- 三の鳥居 - 1983年（昭和58年）10月17日指定[8]。

柱の銘文に、「慶長十三歳仲秋吉祥日　鍋島信濃守藤原朝臣勝茂」とあり、鍋島初代藩主鍋島勝茂が慶長13年(1608年)に寄進したものである。石造の鳥居で、主に佐賀県周辺地域で見られる独特の形式の肥前鳥居である。特徴としては、笠木・島木・貫・柱が三本継ぎとなっていて、島木は形骸化し笠木と一体化し両端が流線形になっている。

## その他
佐賀市景観重要建造物等に指定されている。
佐賀市景観重要建造物等は、「地域の自然、歴史、文化等からみて、建造物の外観が景観上の特徴を持ち、良好な景観形成に重要なもので、道路など公共の場所から容易に見ることができるもの」を対象とされている。

## 伝説
この地域では、なまずは、淀姫さん（與止日女命のこと）のお使いとされ、食すことがない。
肥前風土記の川上の神の条に「或は人其の魚を畏むものは殃無く、或は人捕り食へば死ぬこと有り」とあり、その魚は当地において、なまずに相当すると考えられている。

## 門前菓子
- 白玉饅頭 - 神社に伝わる伝説に由来する。

## 現地情報
所在地
- 佐賀県佐賀市大和町大字川上1

交通アクセス
- 九州旅客鉄道（JR九州）長崎本線 佐賀駅から
  - バス：昭和バス 73富士支所前行き で川上橋下車すぐ
  - 車：約20分
- かつては嘉瀬川を挟んで佐賀電気軌道の終点である肥前川上駅が存在した。

周辺
- 肥前国庁跡
- 船塚古墳 - 佐賀県最大の前方後円墳。